# Sturgis (Saskatchewan)
Sturgis est une ville de la Saskatchewan au Canada.

## Géographie
La localité de Sturgis est située dans le sud-est de la province de Saskatchewan, à 95 km au nord de la ville de Yorkton.

## Démographie
| 2011 | 2016 | 2021 |
| ---- | ---- | ---- |
| 620  | 644  | 646  |